# Calleidina
Calleidina es una subtribu de coleópteros adéfagos  perteneciente a la familia Carabidae.

## Géneros
Tiene los siguientes géneros:
- Anomotariella Baehr, 2012
- Anomotarus Chaudoir, 1875
- Apterodromites Mateu, 1976
- Calleida Latreille & Dejean, 1824
- Calleidomorpha Motschulsky, 1855
- Callidadelpha Steinheil, 1875
- Chaudoirina Mateu, 1954
- Cyanotarus Reed, 1874
- Demetrida White, 1846
- Dromidea Perroud & Montrouzier, 1864
- Epikastea Liebke, 1935
- Eujalmenus Bousquet, 2002
- Falsodromius Mateu, 1976
- Glycia Chaudoir, 1842a: 805
- Lipostratia Chaudoir, 1872
- Merizomena Chaudoir, 1872
- Mimodromius Chaudoir, 1873
- Mimophilorhizus Mateu, 1993
- Paraglycia Bedel, 1904
- Philophuga Motschulsky, 1859
- Plochionus Latreille & Dejean, 1821
- Pontonoa Liebke, 1935
- Pseudocalleida Kirschenhofer, 2010
- Speotarus Moore, 1964
- Teiresia Liebke, 1935
- Titaresius Liebke, 1935
- Trigonothops W.J.MacLeay, 1864